# Freikirchen in der Zeit des Nationalsozialismus
Die Geschichte der Freikirchen in der Zeit des Nationalsozialismus ist einerseits geprägt von dem Dilemma, dass aufgrund des Gleichschaltungskurses und der Kirchenfeindlichkeit der nationalsozialistischen Machthaber die freikirchlichen Institutionen zwischen Widerstand, der auch ein Verbot in Kauf genommen hätte, und relativer Freiheit in Organisation, Gemeindeleben und Mission abwägen mussten. Dabei entschied sich ein Großteil der Gemeinden für die Ergebenheit zum Regime und damit für die Anerkennung durch den Staat. Ein Teil der Mitglieder der Freikirchen sympathisierte mit den Ideen des Nationalsozialismus oder passte sich an. Im Krieg führte ein verbreiteter Patriotismus zur Solidarität mit der Regierung. Die Aufarbeitung der freikirchlichen Verantwortung nach Ende des Krieges in Schuldbekenntnissen dauert vielfach bis heute an.

## Verhältnis der Freikirchen zum NS-Staat
Der Vorschlag von Nationalsozialisten, nach ihrer Machtübernahme eine einheitliche Reichskirche zu bilden, beunruhigte die Leitungen von Freikirchen, da sie in solch einer Kirche lediglich eine untergeordnete Rolle gespielt hätten. Einige Freikirchler standen der Idee jedoch auch positiv gegenüber oder befürworteten einen Zusammenschluss aller Freikirchen als dritte Säule neben katholischer und evangelischer Kirche. Die Machtübernahme selbst wurde allerorts positiv aufgenommen, nahezu alle Freikirchen zeigten ihre Ergebenheit in Stellungnahmen, Zeitungsartikeln und Grußadressen an die Regierung. Als sich abzeichnete, dass die Freikirchen unabhängig bleiben würden und die vorher lange erstrebten Körperschaftsrechte erhielten, kam es zu Anpassung und Zurückhaltung. Den Freikirchen war es vor allem wichtig, die Möglichkeit zum Evangelisieren aufrechtzuerhalten, wie es der Baptist Paul Schmidt 1946 formulierte:
„Immer wieder sahen wir den größeren Gewinn darin, den Evangeliumsdienst so lange wie nur möglich und so stark wie nur möglich zu tun, als ihn früh aufs Spiel zu setzen. Der sich daraus ergebende Gewinn erschien uns größer als der etwaige Gewinn eines zu früh herbeigeführten Verbotes.“
Das Regime sah in den Freikirchen auch Botschafter im Ausland, die in den Jahren vor dem Krieg die Befürchtungen, in Deutschland seien die Christen unfrei und ein neuer Krieg stehe bevor, entkräften sollten. Ein gutes Beispiel der Instrumentalisierung ist die Ökumenische Weltkonferenz in Oxford 1937. Landeskirchliche Vertreter wurden an der Ausreise gehindert, aber Vertreter der Freikirchen durften teilnehmen und verteidigten in einer Rede Hitlers Politik. Der Annexion des Sudetenlandes, Zerschlagung der Tschechoslowakei und dem Anschluss Österreichs standen die Freikirchen größtenteils positiv gegenüber und feierten Hitler als „Erschaffer Großdeutschlands“. Auch der Einfall der Wehrmacht beim Überfall auf Polen wurde überwiegend gefeiert; als weitere militärische Siege folgten, setzte sich die Ansicht durch, Hitler sei von Gott beauftragt und der Krieg daher göttliches Handeln.

### Baptisten und Brüdergemeinden
Auch unter den Baptisten nahm man den Machtwechsel 1933 hoffnungsvoll auf: Vom großen „Wendejahr in der Geschichte“ war die Rede. Kurze Zeit später führte das Bundeswerk das Führerprinzip als vorbeugende Maßnahme zur Gleichschaltung des Regimes in Bund, Vereinigungen und Gemeinden ein, was 1936 aber teilweise zurückgenommen wurde. 1934 fand in Berlin mit ausdrücklicher Unterstützung der Nationalsozialisten der Baptistische Weltkongreß statt. Auch diesen Kongress nutzte die nationalsozialistische Propaganda, um sich als Staat mit absoluter Religionsfreiheit darzustellen. Die zunehmende Ausgrenzung der Juden aus dem öffentlichen Leben wurde auch in baptistischen Gemeinden sichtbar: Juden wurden aus den Gemeinden ausgeschlossen, in der Gemeinschaft isoliert, in Berlin wurde gar eine eigene Gemeinde für Baptisten jüdischer Herkunft geschaffen. Es gab aber auch Fälle, in denen Juden unterstützt wurden oder ihnen zur Flucht verholfen wurde.
Beim Ausbruch des Zweiten Weltkrieges gab es patriotische Stimmen; im Verlauf der Kriegsjahre mussten die Baptisten aber auch große Verluste hinnehmen: Viele Mitglieder wurden zum Kriegsdienst eingezogen und starben an der Front; Tausende wurden aus ihren Heimatgebieten vertrieben; durch die Luftangriffe der Alliierten wurden viele Gebäude (das Seminar in Hamburg sowie Gemeindehäuser) zerstört. Ab Juni 1941 musste der Großteil der kirchlichen Presse eingestellt werden; die letzten vier Kriegsjahre sind also, kirchenhistorisch gesehen, besonders quellenarm. Hier könnte die Auswertung privater Quellen wie z. B. persönlicher Briefe besonders aufschlussreich sein. Das versuchte Uwe A. Gieske im Rahmen seiner eigenen baptistischen Verwandtschaft. Dabei entsteht der Eindruck, dass die jeweiligen politischen Vorgänge nicht im Zentrum der Aufmerksamkeit von Baptisten standen, sondern eher die eigene Lebenssituation sowie jene naher Verwandter; hierbei traten oft auch die Auswirkungen des Kriegsgeschehens ins Blickfeld.
Ein großer Teil der deutschen Brüdergemeinden, die „Christliche Versammlung“, wurde 1937 verboten. Die Nationalsozialisten begründeten dies mit einer vermeintlich staatsfeindlichen Haltung, Kontakten zu ausländischen Brüdergemeinden und einer fehlenden Organisationsstruktur. Während einige Brüdergemeinden in den Untergrund gingen, traten die meisten in den 1937 gegründeten Bund Freikirchlicher Christen ein, der sich mit Baptistengemeinden und Elim-Gemeinden 1941 zum Bund Evangelisch-Freikirchlicher Gemeinden zusammenschloss. 1942 wurde der neue Bund anerkannt.

### Methodisten
Viele Methodisten reagierten auf die Machtübernahme der Nationalsozialisten positiv, weil sie in der neuen Regierung ein Bollwerk gegen Moralverfall und Kommunismus sahen. Da die Methodisten aufgrund ihrer amerikanischen Herkunft oftmals in dem Verdacht standen, „undeutsch“ zu sein, hatten viele Mitglieder Angst, verboten oder gleichgeschaltet zu werden. Daher zeigten sich die Kirchenoberen der Regierung gegenüber loyal und unkritisch. Kurz nach der Machtübernahme wurde in einer Grußadresse an den neuen Reichskanzler die Ergebenheit zum Ausdruck gebracht. Eine besondere Rolle spielte der methodistische Bischof F.H. Otto Melle (1875–1947): Als Vorsitzender der Vereinigung Evangelischer Freikirchen nahm er an der vom 12. bis 26. Juli 1937 stattfindenden Ökumenischen Weltkonferenz in Oxford teil. In seiner Rede verteidigte er die nationalsozialistische Politik, sprach von der freien Religionsausübung der Freikirchen in Deutschland sowie von göttlicher Sendung Adolf Hitlers und beklagte die Uneinigkeit des Protestantismus im Kirchenkampf. Damit ließ sich Melle von den Nationalsozialisten instrumentalisieren, die im Ausland durch die gut vernetzten Freikirchler einen positiven Eindruck hinterlassen wollten. Bei der Bekennenden Kirche sorgte die Rede zu einem Zerwürfnis mit den Freikirchen und nach dem Krieg zu einem angespannten Verhältnis und Vorwürfen. Nach dem Krieg, im Dezember 1945, rechtfertigte sich Melle und bezeichnete das blinde Vertrauen in Hitlers Politik als Fehler. Die Methodistische Kirche legte Ende 1945 ein Schuldbekenntnis ab.

### Mennoniten
Nach der Machtübernahme Hitlers 1933 zeigten viele mennonitische Gemeinden und Einzelmitglieder Zustimmung und Sympathiebekundungen, da sie in die Nationalsozialisten ihre Hoffnung auf eine Deliberalisierung und Solidarisierung der Gesellschaft gegen den „Sittenverfall“ setzten. Auch die Agrarpolitik der neuen Machthaber fand bei vielen ländlich verwurzelten Mennoniten Anklang. In den Jahren danach wich die Zustimmung oft dem Rückzug ins unpolitische Gemeindeleben. Die Mennoniten lehnten die Deutschen Christen und das Führerprinzip ab und hielten ihre Gemeindeordnung aufrecht, distanzierten sich aber nicht deutlich vom Nationalsozialismus. Es ist kein Fall bekannt, dass ein Mennonit nach Einführung der Wehrpflicht den Wehrdienst verweigerte. Die Vertreibung aus dem Osten des Deutschen Reiches am Ende des Zweiten Weltkrieges traf die Mennoniten hart: Viele Mitglieder kamen auf der Flucht um oder mussten sich eine neue Heimat suchen, beispielsweise in der Bundesrepublik oder in Südamerika. 1995 veröffentlichte die Arbeitsgemeinschaft Mennonitischer Gemeinden ein Schuldbekenntnis gegenüber den Kriegsopfern und Juden.

### Herrnhuter Brüdergemeine
Wie andere Landeskirchen und Freikirchen begrüßte auch die Herrnhuter Brüdergemeine die neue Zeit unter den Nationalsozialisten mit großem Jubel. Bei Hitlers Machtergreifung veranstaltete beispielsweise die NSDAP in der brüderischen Ortsgemeinde Neudietendorf (Thüringen) zusammen mit SA und Stahlhelm einen Fackelzug. „Der Appell des Reichskanzlers an das Deutsche Volk durch Rundfunk übertragen“, so die brüderische Zeitung „Herrnhut“, „beschloss unter Singen des Deutschlandliedes die erhebende Feier.“ In der brüderischen Kolonie Kleinwelka (Sachsen) bot sich der Brüdergemeine nach dem Gottesdienst bei den Reichstagswahlen im März 1933 „ein eindrucksvolles Bild auf unserem Kirchplatz: Stahlhelm und Militärverein, die mit ihren Fahnen dem Gottesdienste beigewohnt hatten, waren aufgetreten“. Die brüderischen Bläser spielten. Das gute Wahlergebnis der NSDAP in Kleinwelka sei Grund zur Dankbarkeit, hieß es im „Herrnhut“.
Bemerkenswert sei jedoch, so die Historikerin Hedwig Richter, die unkritische Nähe der Herrnhuter über diese Anfangseuphorie hinaus. 1941 hieß es beispielsweise im Wochenblatt Herrnhut zum „Geburtstag des Führers“: „Der Weg Adolf Hitlers zum Führer des deutschen Volkes und zum obersten Befehlshaber der Deutschen Wehrmacht ist so eigenartig, dass es den Generationen, die nach uns kommen […] als ein kaum fassbares Wunder erscheinen wird.“ Die Mitgliedschaft in der NSDAP war in der Brüdergemeine vermutlich hoch. 1946 erklärte der Herrnhuter Historiker Hans Walter Erbe die weit verbreitete Mitgliedschaft in der NSDAP in der Brüdergemeine mit einem „vielfach geradezu rührend gute[n] Wille[n], der bei uns mit einer gewissen ernsthaften Naivität verbreitet ist. Ich denke etwa an die alten Schwestern im Schwesternhaus, die mit ehrlicher Überzeugung Parteimitglieder wurden“.

## Rolle der Freikirchen im Kirchenkampf
Das Verhältnis der Freikirchen zu den Landeskirchen war schon vor dem Dritten Reich zerrüttet. Die Freikirchen wurden oftmals als Sekten oder aufgrund ihrer angelsächsischen Herkunft „undeutsch“ in Abgrenzung zu den „deutschen“ Landeskirchen diffamiert. Auch diese Vorurteile trugen dazu bei, dass die Freikirchen den Machtwechsel enthusiastisch begrüßten, um keine Zweifel an ihrer nationalen Berechtigung aufkommen zu lassen. Als es später zum Kirchenkampf zwischen Deutschen Christen und Bekennender Kirche kam, verhielten sich die Freikirchen neutral und unterstützten weder die eine noch die andere Seite. Die Rede des Methodisten Otto Melle von der freikirchlichen Delegation auf der Oxforder Konferenz 1937 führte zu massiven Irritationen. So berichtet Friedrich Siegmund-Schultze, der seit 1933 im Schweizer Exil lebte und auf Seiten der Bekennenden Kirche stand, über die Rede:
„Die Intervention des Deutschen Methodistenbischofs hinterließ einen äußerst peinlichen Eindruck. Die Art, wie sich ein deutscher Protestant gegenüber den deutschen evangelischen Kirchen desolidarisierte, sich richtend und ihnen alle Schuld zuschiebend, das alles gegenüber Leidenden und Verfolgten, wurde als schwere Taktlosigkeit empfunden.“

## Juden als Thema in Freikirchen
Juden waren in der NS-Zeit für die Freikirchen ein wichtiges abstraktes Thema, aber auch ein konkretes – etwa wenn ein Jude sich in einer Freikirche taufen lassen wollte. 1936 entschied eine mennonitische Konferenz dagegen, „Mischlinge in unsere Gemeinden aufzunehmen“. Eine ähnliche Vorsicht gab es auch bei der Herrnhuter Brüdergemeine 1939.
Der Baptist Hans Luckey notierte Ende 1941: „Blutiges Drama. Wir Christen unter Zuschauern.“
Diese Notiz ist ein möglicher Hinweis auf Informationen über die Judenvernichtung. Jedenfalls kommt hier das Gefühl der Ohnmacht zum Ausdruck.
Um die grundsätzliche Sicht ging es bei der alttestamentlichen Betrachtung der Juden als „Volk Gottes“, eine feste Überzeugung auch in Freikirchen. Diese Betrachtung schloss aber nicht aus, die politischen Vorgänge der NS-Zeit als Handeln Gottes zu deuten und anzunehmen, dass Gott auf diese Weise die Juden in das verheißene Land zurückführen wolle. Diese Betrachtung fand sich etwa in der Pfingstbewegung.
Anlässlich der Hochzeit eines judenchristlichen Baptisten wurde 1936 seitens des Reichskirchenministeriums eine Stellungnahme gefordert, woraufhin sich der Bund gegen eine Diskriminierung von Juden aussprach:
„Wir halten es nicht für falsch, daß wir die wenigen christlichen Juden in unseren Gemeinden wie Glieder der Gemeinden behandeln und sie auch am Abendmahlstisch wie auch am Traualter gleichberechtigt behandeln.“
Roland Fleischer sammelte zahlreiche Hinweise auf das Schicksal jüdischer Baptisten zur NS-Zeit. Von Seiten ihrer baptistischen Geschwister erlebten sie einerseits Hilfe, andererseits Abgrenzung.
Die Herrnhuter Brüdergemeine wurde häufig angefragt, verfolgten Juden zu helfen. Doch sie lehnte dieses Ansinnen immer strikt ab.

## Österreichs Freikirchen und der Nationalsozialismus
Österreich gehörte seit dem Anschluss im März 1938 zum Großdeutschen Reich. In den Jahren davor konnten die Vorgänge im Deutschen Reich aus einiger Distanz beobachtet und beurteilt werden.
In Österreich (bzw. in der Ostmark, wie das Land ab 1938 offiziell bevorzugt genannt wurde) gab es damals nur wenige freikirchliche Gemeinden. Aufgrund der bruchstückhaften Quellenlage lässt sich ihre Haltung nur bruchstückhaft nachzeichnen. Die geringe Größe des Freikirchentums war durch die hier jahrhundertelang praktizierte Unterdrückung bedingt; hier konnten sich Freikirchen erst spät etablieren und nur langsam ausbreiten. Von den fünf Bünden, die 2013 gemeinsam als Freikirchen in Österreich staatlich anerkannt wurden, waren damals nur zwei vertreten: Die Aktivitäten der seit den 1920er Jahren ansässigen Pfingstgemeinden wurden 1936 verboten (ebenso wie jene der Zeugen Jehovas), sie konstituierten sich erst nach dem Krieg wieder (heute Bund Freie Christengemeinde – Pfingstgemeinde in Österreich). Die Baptisten waren mit einer einzigen – seit 1869 formell selbständigen – Gemeinde in Wien ansässig.
Seit 1929 war Arnold Köster Prediger der Wiener Baptistengemeinde, in Wiedenest geboren und zuvor Prediger in Köln. Von ihm sind viele kritische Äußerungen zum Nationalsozialismus schriftlich überliefert. Einige Artikel von ihm erschienen in der Zeitschrift der deutschen Baptisten Der Wahrheitszeuge, etwa: Hakenkreuz und Sowjetstern. Malzeichen des Antichristus!? (1932). Darin bezeichnete Köster beide Zeichen als antichristlich, weil ja
„das Symbol des Antichristus das Zeichen des Menschen ist, d. h. jenes Zeichen, in dem der Mensch an sich selbst glaubt und sich selbst verkündigt als – Gott.“
In einem Vortrag zum Thema Jesus von Nazareth, Menschensohn und Gottessohn (in Wien 1943) forderte Köster direkt dazu auf, sich von der nationalsozialistischen Ideologie abzuwenden:
„Man kann von einem Nationalsozialisten, der diese Weltanschauung getrunken hat, und der den ganzen Gedankenkomplex, der von bestimmten Büchern herkommt, in sich aufgenommen hat – von dem kann man nicht erwarten, daß er Jesus von Nazareth als den Gottessohn erkennt! Dazu ist er nicht fähig, es sei denn, er lasse sich diese ganze Gedankenwelt zerschlagen; dann ist sein Gewissen frei, Jesus zu schauen.“
Köster war aber eine Ausnahmeerscheinung, sowohl im Vergleich mit österreichischen Pastoren als auch etwa mit deutschen Baptistenpastoren.
Die Methodisten waren damals durch mehrere Gemeinden in Österreich vertreten. Hinrich Bargmann, damaliger Superintendent, behandelte 1933 die Judenfrage, veranlasst durch die Vorgänge im Deutschen Reich. Zuerst stellte er fest: „Das Judenvolk war, ist und bleibt unter besonderer göttlicher Vorsehung.“ Daneben sieht er in der biblischen Geschichte auch Anhaltspunkte für eine judenkritische Sichtweise, indem darin der Ungehorsam von Juden aufgezeigt wird.
Zwischen Bargmann und Köster ergab sich während der NS-Zeit eine grundsätzliche hermeneutische Diskussion im Rahmen der Wiener Evangelischen Allianz. Bargmann mahnte zu hermeneutischer Vorsicht, während für Köster Bibelauslegung ein prophetischer Vorgang war; Köster wollte Bibelaussagen aufgrund eines prophetischen Einblicks ins Zeitgeschehen auslegen. Bargmann dagegen wollte bei dem sich eindeutig aus der Bibel Ergebenden stehenbleiben.

## Urteile von Baptisten außerhalb des Deutschen Reiches
Unter den in Osteuropa lebenden Deutschen gab es auch viele Baptisten. Die Zeitschrift Täufer-Bote, erschienen in den Jahren 1930–1942, enthielt neben politischen Einschätzungen von Köster auch solche von Johannes Fleischer, Baptistenprediger in Bukarest. Seine politischen Urteile sind noch konkreter als jene Kösters, und sie enthalten Kritik an mehreren Tendenzen der nationalsozialistischen Regierung.
Der Täufer-Bote brachte auch einen Bericht vom Baptisten-Weltkongress im Juli 1939 in Atlanta (USA). Dort äußerten sich die Vertreter aus dem Deutschen Reich positiv über die Freiheit, die sie in ihrer Heimat hatten, und über das ihnen von der Regierung entgegengebrachte Vertrauen. Dagegen gab es seitens der nordamerikanischen Baptisten deutliche Vorbehalte über die Situation im Deutschen Reich.
Aufgrund der engen Verbindungen britischer und kontinentaleuropäischer Baptisten sind britische Quellen aufschlussreich für die Situation in (anderen) europäischen Ländern; auf der Grundlage dieser Quellen verfasste Bernard Green ein Buch über die Europäischen Baptisten und das Dritte Reich. Green referiert den informativen Bericht des britischen Baptisten Leonard Champion über seine Studienjahre in Deutschland (1931–1934).

## Umgang mit der NS-Zeit nach 1945

### Offizielle Äußerungen von Kirchenleitungen
Zu offiziellen Stellungnahmen zum Verhalten und zur Verantwortung der Freikirchen oder gar zu Schuldbekenntnissen kam es seitens der Kirchenleitungen erst spät. In den unmittelbaren Nachkriegsjahren dominierten Rechtfertigungen der Anpassung an das Regime, Schuldzuweisungen an die Siegerstaaten und Klagen über die „Katastrophe des Zusammenbruchs des deutschen Volkes“. Mit der Stuttgarter Erklärung begann auch in den Freikirchen eine neue Phase der Reflexion der eigenen Schuld. Im Dezember 1945 gab zuerst die methodistische Kirche eine Erklärung in Frankfurt am Main ab, in der sich der Kirchenvorstand erschüttert über die Verbrechen der Nationalsozialisten zeigte, sich schuldig bekannte und zu Buße und Gebet aufrief. Insgesamt hielten sich die Leitungen der Freikirchen in der Nachkriegszeit mit der Auseinandersetzung mit dem Dritten Reich vielfach zurück.
1984, zur Festversammlung zum 150-jährigen Jubiläum der deutschen Baptistengemeinden, erklärte der Bund Evangelisch-Freikirchlicher Gemeinden öffentlich seine Schuld:
„[…] In unserem Volk und durch unser Volk ist viel Unrecht geschehen. Scham und Trauer erfüllen uns, besonders wenn wir an die Verfolgung und Massenvernichtung von Juden denken. Wegen dieser Schuld unseres Volkes bleiben wir auf die Vergebung Gottes angewiesen. […] Doch wir haben uns nicht öffentlich mit dem Kampf und Leiden der bekennenden Kirche verbunden und ebenso versäumt, eindeutig den Verletzungen göttlicher Gebote und Ordnungen zu widerstehen. Es beugt uns, dass wir als deutscher Bund der ideologischen Verführung jener Zeit oft erlegen sind und nicht größeren Mut zum Bekenntnis für Wahrheit und Gerechtigkeit bewiesen haben. […]“
1997 bekannte sich der Bund Evangelisch-Freikirchlicher Gemeinden zu seiner Schuld gegenüber dem jüdischen Volk.

### Reflexion innerhalb einzelner Gemeinden
Neben dem Umgang seitens der Leitungen von Freikirchen oder freikirchlichen Bünden gab es den Umgang mit der Vergangenheit in einzelnen Gemeinden. Ein möglicher Zugang zur Erforschung dieses Umgangs besteht in der Auswertung von Festschriften anlässlich von Gemeindejubiläen; im Hinblick auf den Umgang mit der NS-Zeit wurden mehr als 300 Festschriften von Baptistengemeinden untersucht. Die Auswertung solcher Festschriften erfordert quellenkritische Behutsamkeit, insbesondere wenn man sie als Quellen für Vorgänge während der NS-Zeit heranziehen will. Es ist nicht von vornherein klar, ob eine bestimmte in Festschriften oft anzutreffende Eigenheit eine Aussage über das Verhalten der Baptisten zur NS-Zeit ermöglicht, oder eher über den späteren Umgang mit dieser Zeit. So wird etwa eine Anpassung an NS-Vorgaben nur selten in diesen Festschriften erwähnt. Das könnte ein Hinweis darauf sein, dass eine solche Anpassung nur selten erfolgte, oder auf ein nachträgliches Verdrängen solcher oft praktizierter Anpassung.